# География Ирландии

Карта Ирландии

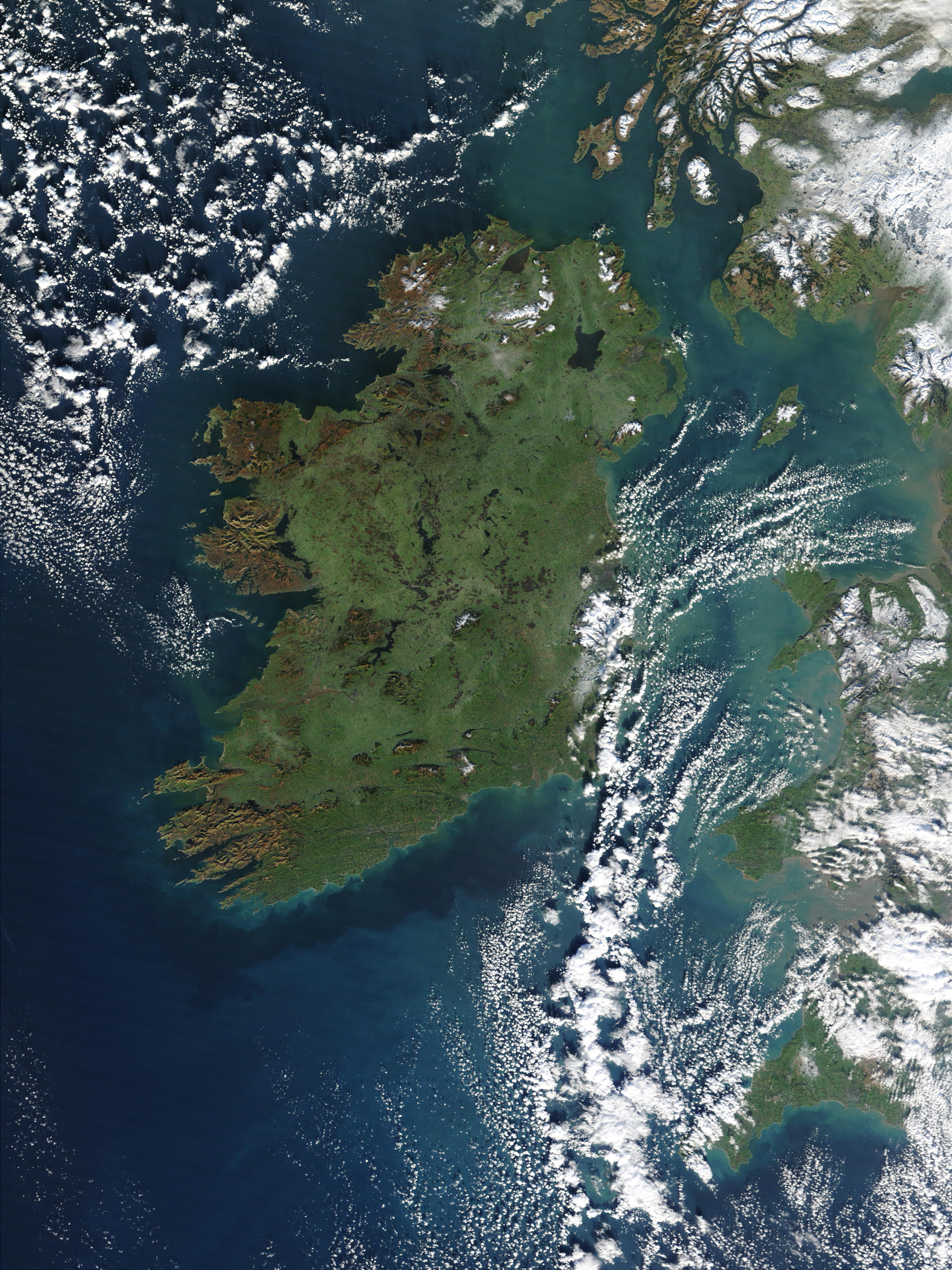
Спутниковый снимок Ирландии, сделанный НАСА 4 января 2003

Ирла́ндия (ирл. Éire, англ. Ireland, лат. Hibernia) — островное государство в северной части Атлантического океана, находится на третьем по величине острове в Европе; это западный из двух крупнейших Британских островов. Расположен между 6° 20'—10° 20' з. д. и 51° 25'—55° 23' с. ш. (крайняя северная точка — мыс Малин-Хед). С востока омывается Ирландским морем, а также проливами Св. Георгия и Северным, с запада, севера и юга — Атлантическим океаном. Протяжённость с запада на восток — около 300 км, с севера на юг — около 450 км.
Площадь общая — 70.279 км².
Общая протяжённость границы с Великобританией — 360 км.
Береговая линия: 1.488 км.
Самая высокая точка — гора Каррантуил (Carrauntoohil) 1.041 м.
Берега Ирландии (особенно на севере, юге и западе) скалистые, сильно расчленённые заливами, крупнейшие из которых — Голуэй, Шаннон, Дингл и Донегол на западе, Лох-Фойл на севере. Близ берегов Ирландии — множество скалистых островов.
Поверхность в основном равнинная, внутренние районы занимает обширная Центральная низменность, на западе и востоке выходящая к берегам острова. На окраинах острова — невысокие горы (высшая точка — гора Каррантуил, 1041 м) и плато (крупнейшее — Антрим на северо-востоке).
Много рек (важнейшая — Шаннон; другие крупные — Ли, Блэкуотер, Шур, Нор, Эрн, Банн), озёр (Лох-Ней, Лох-Дерг, Лох-Маск, Килларни и другие) и болот (в центральной части). Ирландию с запада на восток пересекает ряд каналов (Большой, Королевский, Ульстенский, Логанский и др.). Преобладают тёплые западные ветры. Климат умеренный океанический, влажный; зима мягкая, лето прохладное. Благодаря мягкому климату Ирландия весь год покрыта зеленью, за что стала известна как Изумрудный остров.
Луга, верещатники. Имеются как северные, альпийские растения, так и виды, характерные для Южной Европы (как правило, на западе острова).